# كريس هاني (سياسي)
كريس هاني (28 يونيو 1942 - 10 أبريل 1993) كان سياسي وزعيم الحزب الشيوعي الجنوب أفريقي ورئيس أركان تنظيم رمح الأمة الجناح العسكري لحزب المؤتمر الوطني الأفريقي وكان معارض شرس لحكومة الأبارتايد حتى أغتيل على يد مهاجر بولندي في 10 أبريل 1993.